# Émile Marintabouret
Émile, Arthur, Victor Marin-Tabouret, né le 21 février 1889 au hameau du Courtil, commune de Saint-Étienne en Dévoluy (Hautes-Alpes) et mort le 13 septembre 1948 à Paris XIVe, est un homme politique français.

## Biographie
Dernier fils d'une fratrie de sept enfants, Émile Marin-Tabouret est fils d'agriculteurs des Hautes-Alpes. Il est orphelin à l'âge de 6 ans, et est obligé de travailler très tôt. Il s'expatrie, dans un premier temps en Uruguay, où il devient commis de magasin, à l'âge de 14 ans, puis mousse de la marine marchande. Lors de ses voyages professionnels autour du monde, il gravit les échelons, pour passer, en 1913, le brevet de capitaine au long cours, à 24 ans. 
Lors de la Première Guerre mondiale, il participe au conflit, contre les sous-marins allemands, dans les Dardanelles, dans l'Adriatique, l'Atlantique et la Manche. Au sortir de la guerre, il devient pilote du Port de Marseille. En 1934, il devient d'une part chef de service, et d'autre part, président de la fédération nationale des pilotes de France. Il sera réélu six fois à ce poste. 
Parallèlement, il reste en contact avec ses amis de sa région natale. Il y devient, dès 1922, conseiller général, poste qu'il occupera jusqu'à la fin de sa vie. Résistant durant la Seconde Guerre mondiale, il refuse de siéger comme conseiller départemental, pour le régime de Vichy.

## Détail des fonctions et des mandats
Mandat parlementaire
- 8 décembre 1946 - 13 septembre 1948 : Sénateur des Hautes-Alpes